# Ida z Herzfeldu
Ida z Herzfeldu (również: Redburga z Herzfeldu, zm. 4 września 813 lub 825 w Herzfeld) – wnuczka Karola Młota, krewna Karola Wielkiego, święta Kościoła katolickiego.

## Żywot
Ida żyła w IX wieku. Była córką saksońskiego hrabiego i wnuczką Karola Młota. Wyszła za mąż za margrabiego Sasów Egberta. Mieli pięcioro dzieci, z których dwoje, Waryna, opata w Korbei, oraz Jadwigę, ksienię w Herford, Kościół katolicki czci jako błogosławionych. Po przedwczesnej śmierci męża Ida poświęciła się  wychowaniu dzieci oraz pomocy potrzebującym i ubogim. Ufundowała min. kościół w Hovestadt oraz klasztor w Herzfeld. Zmarła w opinii świętości 4 września 813 lub 825 roku. Została kanonizowana w 980 roku. 
Jej wspomnienie przypada w dies natalis – 4 września.